# Vernole
Vernole est une commune italienne de la province de Lecce, dans la région des Pouilles.

## Géographie
Vernole est située sur le côté oriental de la péninsule du Salento, à 12 km de Lecce, la capitale provinciale.
Le territoire communal est bordé au nord par la commune de Lecce, à l'ouest par les communes de Lizzanello et Castri di Lecce, au sud par les communes de Calimera et Melendugno, à l'est par la mer Adriatique.

### Climat
Vernole fait partie du territoire de l'est du Salento qui jouit d'un climat méditerranéen, avec des hivers doux et des étés chauds et humides. Les précipitations, fréquentes en automne et en hiver, sont d'environ 626 mm de pluie par an. Le printemps et l'été sont caractérisés par de longues périodes de sécheresse.
La météo des communes de l'est du Salento est influencée par le vent traversant des courants froids d'origine balkanique ou chauds d'origine africaine.

## Histoire
Des fouilles archéologiques ont mis en évidence des traces d'occupation humain remontent dès l'âge du bronze, sur le territoire de la commune.
Le territoire de la commune était également habité durant la période messapienne. Les messapiens ont ainsi érigé plusieurs bâtiment là où se tient aujourd'hui Vernole. Par la suite, le territoire la localité fut également habités par les romains durant l'Antiquité.
En 1100, la localité fut divisée entre le comte Goffredo, la famille Tarantini et le comte de Lecce. Une partie de ce partage perdura jusqu'à la fin de l'époque féodale.
Durant la Renaissance, la ville connu plusieurs changement architecturaux, notamment des constructions de fortifications ou des églises.

## Administration
| Période                                  | Période  | Identité       | Étiquette       | Qualité |
| ---------------------------------------- | -------- | -------------- | --------------- | ------- |
| 15/04/2008                               | En cours | Mario Mangione | (liste civique) |         |
| Les données manquantes sont à compléter. |          |                |                 |         |

### Hameaux
Vernole, Pisignano, Strudà, Acquarica di Lecce, Acaya, Vanze.

## Culture locale et patrimoine

### Patrimoine architectural

#### Patrimoine religieux

##### Église Maria Santissima Assunta
L'église Maria Santissima Assunta a été érigée sur les ruines d'un autre édifice. La façade, en pierre de Lecce, est décorée dans un style baroque. Le bâtiment possède une nef unique en plan en croix latine. En 1930, une grande chapelle fut ajoutée sur le côté droit. Elle abrite les statues des saints patrons de la commune, sainte Anne et saint Joachim.

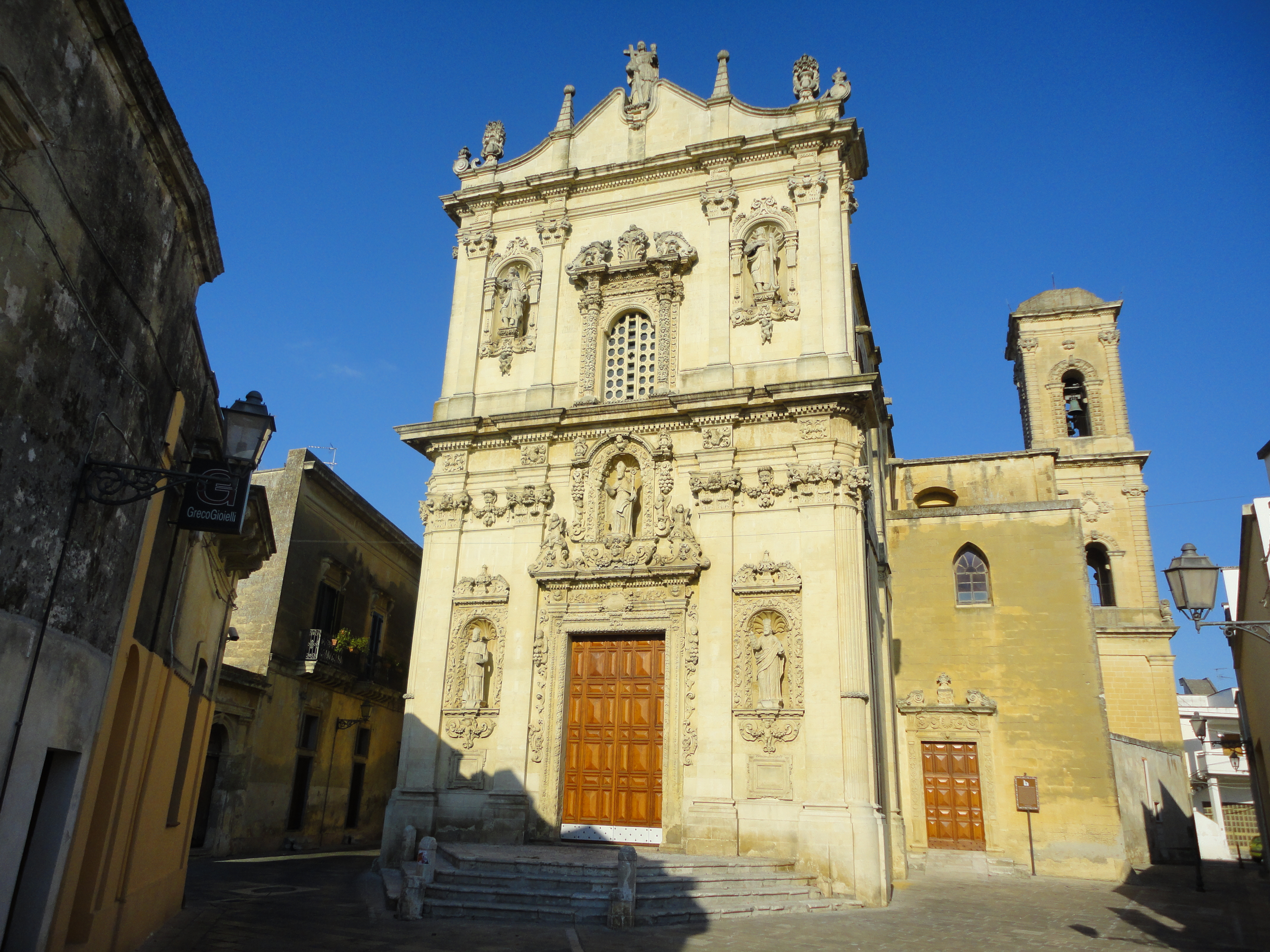
Église Maria Santissima Assunta.

##### Église Sant'Anna
L'église de Sant'Anna a été érigée entre 1673 et 1680. le bâtiment est intégralement construit en pierre de Lecce. A l'intérieur, le bâtiment comprend un autel de style baroque sur lequel se trouve un tableau de sainte-Anne.

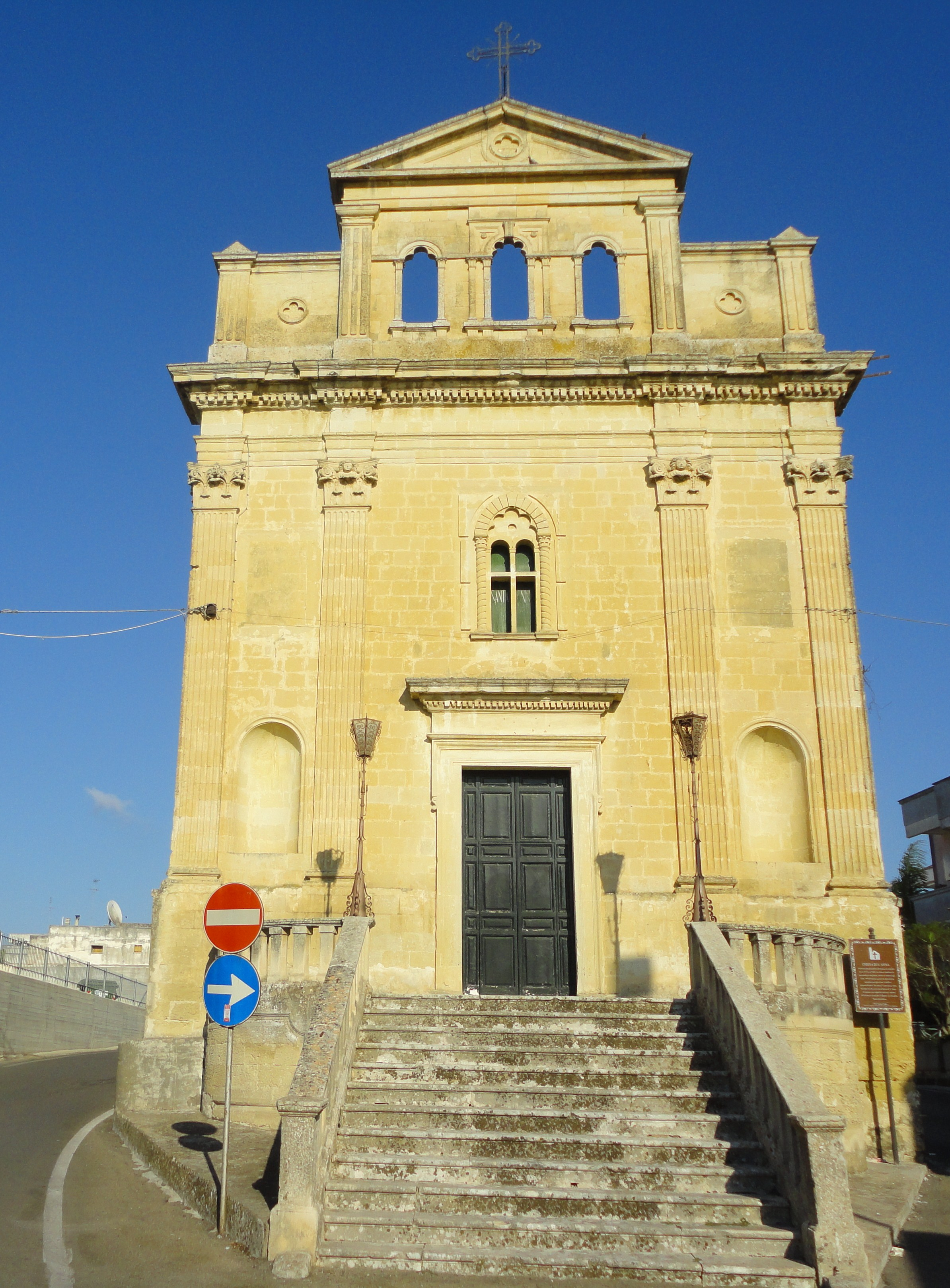
Église Sant'Anna.

#### Patrimoine historique

##### Palazzo Baronale
Ce palais a été construit en 1766. Il était la propriété de la famille Bernardini.

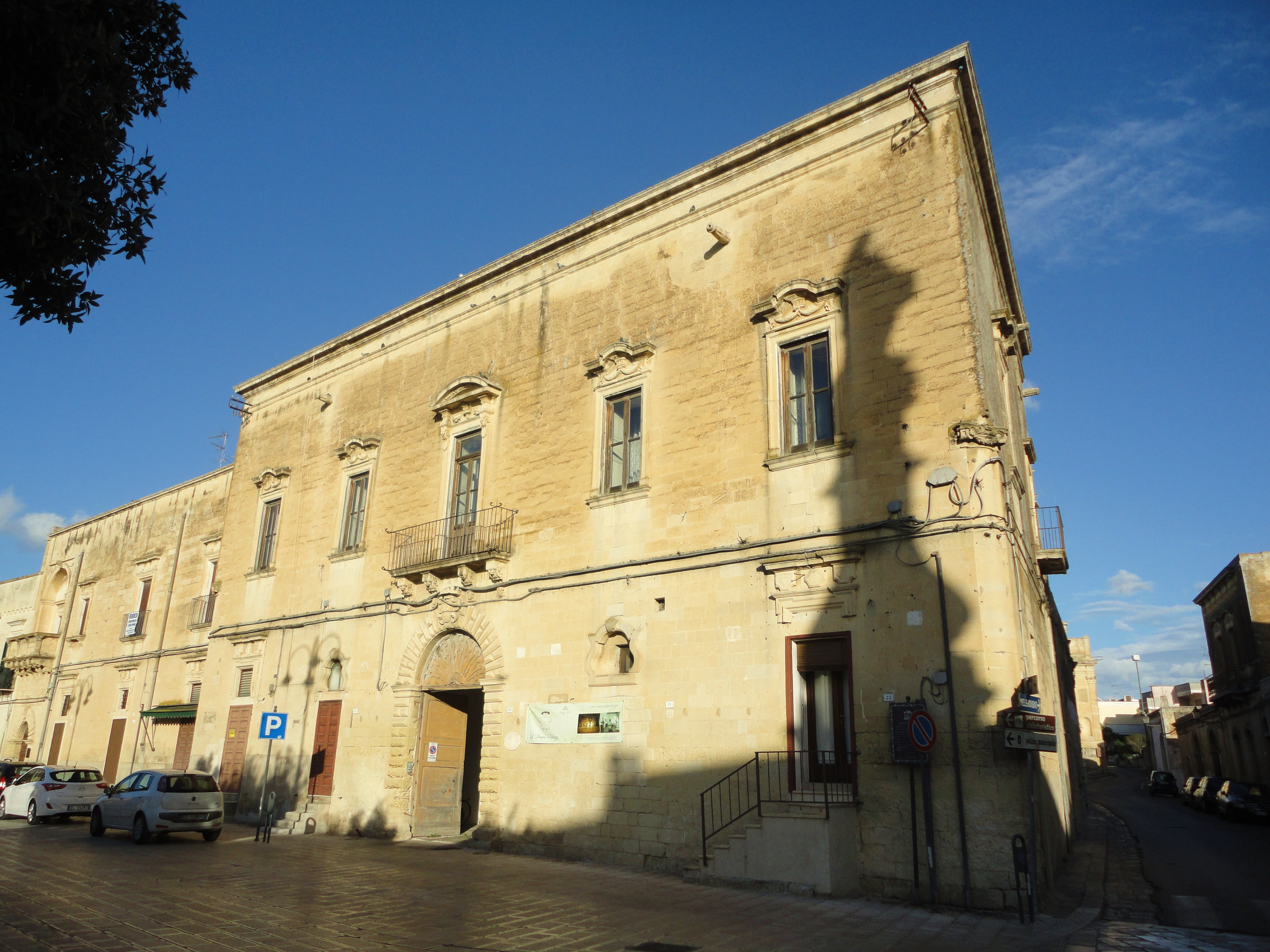
Palazzo Baronale.

##### Colonne votiva di Sant'Anna
Il s'agit d'une colonne érigée en l'honneur de la sainte patronne de la ville, sainte-Anne. Elle est observable sur l'édifice, au côté de Marie. La colonne est intégralement construite en pierre de Lecce.

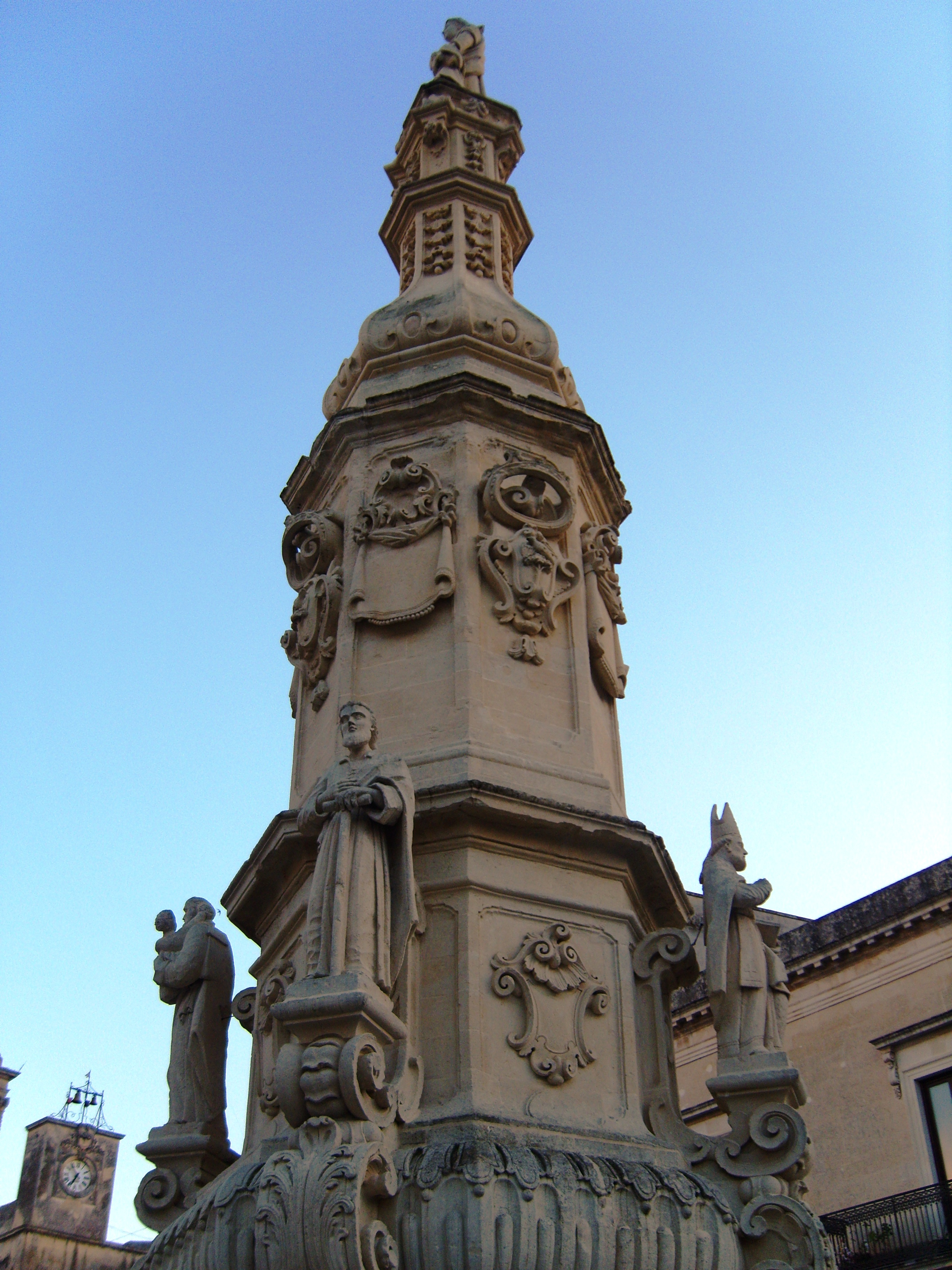
Colonne Sant'Anna.

##### Moulin à huile souterrain de Caffa
Ce moulin à huile, datant du XVIe siècle, se trouve sous la place Vittorio Veneto. Il a été utilisé jusqu'au XXIe siècle.

### Patrimoine naturel

#### Réserve naturelle domaniale Le Cesine
La réserve naturelle Le Cesine représente l'une des dernières zones marécageuses qui s'étendait autrefois d'Otrante à Brindisi. La réserve a été créée en 1978 et est gérée par la WWF.

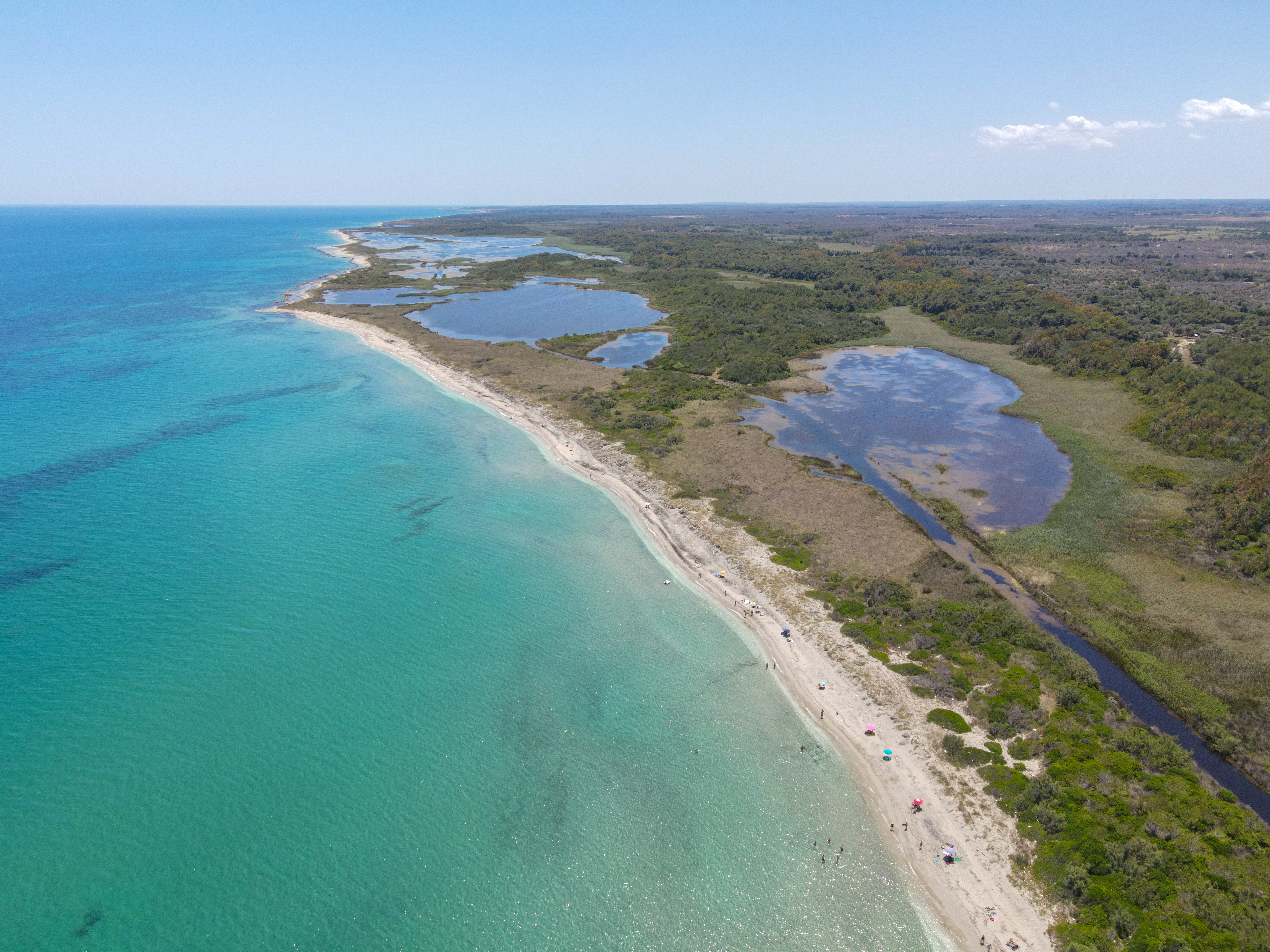
La réserve vue du ciel.